# Trischen
Trischen är en obebodd tysk ö i Nordsjön, nära kusten av Schleswig-Holstein. Ön har funnits i minst 400 år och förändras hela tiden av vind och vågor.

## Historik och beskrivning
Ön är ett fågelskyddsområde som ingår i Nationalpark Schleswig-Holsteinisches Wattenmeer, omnämnd för första gången i en urkund från 1600-talet. Den bildades när vattenströmmar flyttade sand och där det bakom sanddynerna uppkom saltängar.
År 1884 registrerades en 1500 meter bred strand, och två år senare byggdes strandförstärkningar av staten Preussen. En herde med får bosatte sig på ön. 1899 drabbades regionen av en stormflod, varefter stranden endast var 250 meter bred.
Varje år förflyttas öns centrum med uppskattningsvis 30 till 35 meter, och hela förflyttningen sedan upptäckten antas vara cirka 4 000 meter. Under det tidigare 2020-talet har ön varit ungefär 3 km lång och 1,5 km bred.
Under senare delen av 1800-talet besöktes ön ofta av personer som illegalt dödade gäss eller som samlade ägg. För att motverka utvecklingen inrättade regionens myndigheter 1907 en skyddszon och en naturvårdare flyttade till ön som vakt. Fram till 1943 fanns kortvariga försök att etablera ett hem för flickor, en konstnärskoloni eller en bondgård på ön. Vakten bor mellan mars och oktober på Trischen, i en 16 kvadratmeter stor vaktstuga av trä.
Varje år häckar 15 000 till 20 000 fågelpar på ön – de flesta måsar och tärnor. Cirka 300 000 flyttfåglar besöker Trischen under årets lopp. På ön finns från och till även brunråttor, vilka utgör ett hot mot det häckande sjöfågelbeståndet.